# فاليري لوزيك
فاليري لوزيك (مواليد 27 ديسمبر 1967) هو سبّاح من الاتحاد السوفيتي، مثّل بلاده في الألعاب الأولمبية الصيفية 1988.

## روابط خارجية
فاليري لوزيك على موقع الاتحاد الدولي للسباحة (الإنجليزية)
- فاليري لوزيك على موقع أوليمبيديا (الإنجليزية)